# Оши ле Мен
Оши ле Мен (фр. Auchy-les-Mines) насеље је и општина у североисточној Француској у региону Север-Па де Кале, у департману Па де Кале која припада префектури Béthune.
По подацима из 2011. године у општини је живело 4601 становника, а густина насељености је износила 902,16 становника/km². Општина се простире на површини од 5,1 km². Налази се на средњој надморској висини од 26 метара (максималној 37 m, а минималној 23 m).

## Демографија
| 1962. | 1968. | 1975. | 1982. | 1990. | 1999. | 2011. |
| ----- | ----- | ----- | ----- | ----- | ----- | ----- |
| 3.827 | 3.989 | 3.785 | 3.664 | 4.076 | 4.459 | 4.601 |

График промене броја становника у току последњих година